# سوزان دوشامب
سوزان دوشامب (بالفرنسية: Suzanne Duchamp)‏ كروتي (20 أكتوبر 1889 – 11 سبتمبر 1963) كانت رسامة دادائية، وفنانة تصويرية، ونحاتة، ورسامة تصاميم فرنسية. كان عملها مهمًا لتطوير حركة الدادا في باريس والعصرانية، وتستكشف رسوماتها وفنها التصويري ديناميات جندرية رائعة. نظرًا إلى أنها كانت امرأة في حركة الدادا الذكورية البارزة، نادرًا ما اعتُبرت فنانة بحد ذاتها. عاشت باستمرار في ظلال أشقائها الكبار المشهورين، الذين كانوا أيضًا فنانين، أو كان يُشار إليها باسم «زوجة فلان». تبين أن لعملها في الرسم تأثير كبير على المناظر في حركة الدادا في باريس وعلى اهتمامات النساء في الحركة. لعبت دورًا كبيرًا بصفتها فنانة رائدة، إذ عملت في مهنة امتدت لخمسة عقود، خلال فترة مضطربة من التغيير المجتمعي الكبير. استخدمت عملها للتعبير عن مواضيع معينة مثل الاهتمامات الشخصية بخصوص المجتمع الحديث، ودورها بصفتها فنانة عصرية، وتأثيرات الحرب العالمية الأولى. غالبًا ما ينسج عملها الرسم والفن التصويري واللغة معًا بطرق معقدة.

## أعمالها الأولى
في أواخر عام 1915، ذهبت سوزان لترتيب استوديو مارسيل في باريس وهناك علمت لأول مرة بأعماله الجاهزة. أنتجت بين عامي 1916 و1921 مجموعة كبيرة من الأعمال بصفة رسمية والتي أصبح اسمها «ميكانومورفيك»؛ وهي صور مأخوذة من أشياء ميكانيكية أو تكنولوجية مألوفة مرتبة بهدف وصف أو إظهار الإرادة أو الرغبة أو السلوك البشري. يرمز عمل فرانسيس بيكابيا إلى الاتجاه الميكانومورفي. في رسالة من مارسيل كتبها في شهر يناير من عام 1916، شرح مارسيل مفهومه للأعمال الجاهزة وذكر عجلة الدراجة والبوتلراك (حامل الزجاجات) اللتين كان يجب أن تصادفهما في الاستوديو. طلب منها أن تكمل إحداهما بإضافة نقش بالفرنسية تعني ترجمته «بعد مارسيل دوشامب». أظهر هذا التعاون مع مارسيل ثقته في سوزان بخصوص انفتاحها على الإنتاج الفني الراديكالي.
في عام 1916، قابلت سوزان جان كروتي، وهو فنان كان يعمل في نفس الاستوديو مثل مارسيل. حصل ذلك في الوقت الذي ظهرت فيه الموجة الأولى من نشاطها، وأنتجت بعضًا من أفضل أعمالها. أنتجت «ذكور وإناث مهددون»، الذي يشير إلى الرمزية الميكانيكية بالإضافة إلى أجزاء من الآلة الحقيقية، ويفسح المجال لحركة الدادا إلى حد كبير. كان التضاعف المكسور والمرمم، الذي اكتمل في عام 1919، أحد أروع أعمالها. تحتوي المجموعة على رموز لحركة الدادا مع مجسمات يدوية الصنع مثل برج ومنظر للمدينة. يُعتقد أيضًا أن هذه القطعة تنبع من تجربتها الخاصة بشكل مباشر بدلًا من كونها نقدًا شديدًا للمعايير الثقافية.
بعد انتهاء الحرب، تزوجت سوزان وجان في باريس في عام 1919. أرسل لهما مارسيل هدية زواج تحتوي تعليمات حول عمل جاهز يتضمن تعليق كتاب هندسة على الشرفة وترك الرياح والأمطار تمزقه تدريجيًا.
خلال هذا الوقت، كانت حركة الدادا تكتسب زخمًا في باريس بسبب شخصيات مثل تريستان تزارا. لم يشارك جان وسوزان بشكل كبير حتى سن الحادية والعشرين، ولكن عرض كلاهما ثلاثة أعمال في معرض سالون ديزانديباندان (صالون المستقلين) المرموق، إلى جانب فنانين مثل فرانسيس بيكابيا. كان أسلوب الميكانومورفيك الاستفزازي هو ما ركز عليه الفن. واصلت سوزان بعد ذلك العمل على أعمالها الفنية الدادائية، وابتكرت لوحات أكثر رقة مرسومة بالألوان المائية أو الجواش. إحدى هذه اللوحات هي «عمل مارسيل الحزين» التي تصور فيها كتاب الهندسة الذي تلقته منه كهدية. من المثير للاهتمام أن سوزان عكست اللوحة لذلك عُرضت رأسًا على عقب.
يُصنف عملها  أشجان النسيان في الكنيسة المستهترة، الذي انتهى في عام 1920، على أنه أقوى عمل دادائي ابتكرته باستخدام نقوش ورموز ميكانيكية تبدو بلا معنى. ومع ذلك، يبدو أن مصدر الإلهام لهذه القطعة تمامًا مثل عمل التضاعف المكسور والمرمم هو الإخلاص الذي عاشته في علاقتها. يتعارض هذا المنظور الشخصي مع وجهة النظر الدادائية بخصوص انتقاد التقاليد الاجتماعية وتقويض الثقافة. 
في عام 1921 وقّع جان وسوزان على «الدادا ترفع كل شيء»، وهي ورقة أُحدِثت لتوبيخ تأمين قدمه الإيطالي مارينيتي، أحد اتباع الحركة المستقبلية. في شهر أبريل من عام 1921، عرضت دوشامب مع كروتي في معرض تابو في صالون الخريف (في غاليري مونتين في باريس)؛ حصل هذا قبل أسابيع قليلة من إقامة معرض دادا الفني في نفس الموقع. في السنوات اللاحقة، ابتعدت دوشامب وكروتي بعيدًا عن حركة الدادا مطلقين على عملهما اسم «تابو». كانت قطع التابو أكثر هندسةً وتجريديةً، وتسعى إلى استعارات عالمية معينة، لكنها ما تزال تُظهر لغة رمزية شخصية للغاية. اعتمدت أعمال التابو على مجموعة من القضايا المحلية أو اليومية، وبُسّطت وغالبًا ما جُمعت بطرق ملفتة للنظر. لم تحظَ هذه الأعمال قط بالإشادة التي نالتها قطع الميكانومورفيك السابقة لدوشامب ولم تُناقش على نطاق واسع في أدبيات عن الفنان.